# Andria Rasmadse
Andria Rasmadse (georgisch ანდრია რაზმაძე; * 30. Julijul. / 11. August 1889greg. im Dorf Tschchenischi am linken Ufer des Zcheniszqali bei Samtredia; † 2. Oktober 1929 in Tiflis) war ein georgischer Mathematiker und Hochschullehrer.

## Leben
Rasmadse, Sohn des Eisenbahnbeamten Micheil Rasmadse und seiner Frau Nino Nodia, schloss 1906 die Realschule in Kutaissi (jetzt Rasmadse-Realschule) ab und studierte dann Mathematik an der Lomonossow-Universität Moskau (MGU) mit Abschluss 1910. Darauf arbeitete er als Mathematiklehrer in Mzensk, Murom und Podolsk. 1917 erhielt er von der MGU den Titel Dozent. Ende 1917 nach der Oktoberrevolution kehrte er nach Georgien zurück und beteiligte sich an der Organisation der Universität Tiflis. 1918 wurde er dort Professor. Er bestand darauf, dass alle Vorlesungen auf Georgisch abgehalten wurden und veröffentlichte drei Lehrbücher auf Georgisch. Dementsprechend kam auch Nikolos Muschelischwili an die Universität Tiflis. Rasmadse gründete 1923 die Georgische Mathematische Union und war ihr erster Präsident.
Besonders bekannt wurde Rasmadse durch seine Arbeiten zur Variationsrechnung, die die Arbeiten von Karl Weierstraß und David Hilbert fortführten. Er fand eine effiziente Methode zur Bestimmung der Extrema von Integralfunktionen. Er entwickelte eine umfassende Theorie der Bestimmung der Extrema unstetiger Funktionen, die durch eine finite Zahl von Kurven dargestellt werden können. Er stellte diese Theorie auf dem Internationalen Mathematikerkongress 1924 in Toronto vor, worauf er 1925 mit seiner Dissertation Über unstetige Lösungen in der Variationsrechnung von der Universität von Paris zum Docteur ès Sciences Mathématiques promoviert wurde. Er hielt in Paris Vorträge in Jacques Hadamards Seminar wie auch Paul Lévy, Laurent Schwartz, Louis de Broglie und Max Born.
Das Mathematische Institut der Universität Tiflis trägt seit 1944 Rasmadses Namen. Die seit 1937 herausgegebene Zeitschrift des Instituts heißt nun Proceedings of A. Razmadze Mathematical Institute.